# Stanisław Chrobak
Stanisław Chrobak, född 25 maj 1902 i Zakopane, var en polsk längdskidåkare som tävlade under 1920-talet. Vid olympiska vinterspelen i Chamonix deltog han i militärpatrull och ingick i det polska laget som bröt tävlingen.